# Cracoviana

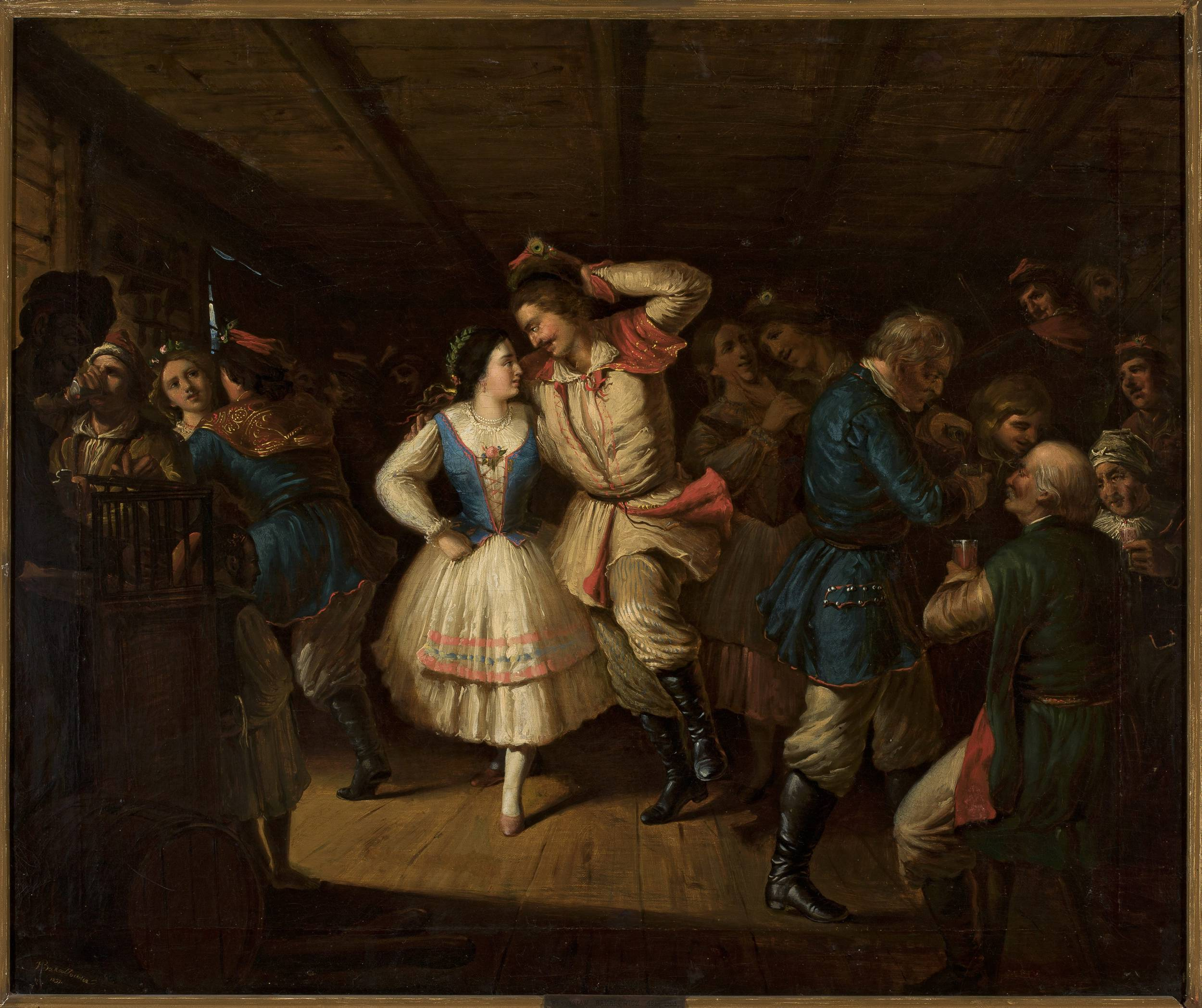
Cracoviana

Cracoviana é uma dança polaca executada aos pares. Surgiu por volta do século XVI entretanto a primeira ocorrência do nome foi no século XVIII, tornando-se popular na França e Aústria e considerada a dança popular da Polônia. A dança é conduzida por um homem que canta e coordena os dançarinos, e possui diferentes estágios e passos característicos. Os dançarinos vestem o strój krakowski, um traje típico da Polônia.